# Parodia otaviana
Parodia otaviana är en kaktusväxtart som beskrevs av Martín Cárdenas Hermosa. Parodia otaviana ingår i släktet Parodia och familjen kaktusväxter. Inga underarter finns listade i Catalogue of Life.